# 保齡球中心
保齡球中心（葡萄牙語：Centro de Bowling）位處於澳門路氹城體育館大馬路，鄰近澳門東亞運動會體育館。保齡球中心於2005年4月動工，並於同年10月11日由澳門行政長官何厚鏵主持開幕。現時為澳門唯一設有24條並達至國際標準的保齡球場地，此外也設有壁球場。

## 位置
保齡球中心位於澳門路氹城體育館大馬路，是路氹國際體育綜合體的體育場館之一，毗鄰澳門東亞運動會體育館、網球學校及澳門國際射擊中心。

## 歷史
保齡球中心是澳門特區政府特為主辦澳門東亞運而興建的體育比賽場館之一，並於2005年4月22日進行動土儀式；當日由澳門社會文化司司長崔世安主持奠基石牌匾揭幕儀式外，崔世安還連同澳門東亞運組委會主席蕭威利等為建築物奠基石進行培土；當局在趕工興建的情況下，保齡球中心連同網球學校最終耗資2.16億澳門元於澳門東亞運舉行約半個月前落成。澳門行政長官何厚鏵於同年10月11日主持場館牌匾揭幕儀式；保齡球中心與網球學校及澳門科技大學運動場及體育館並列為三個最後落成啟用的比賽場館之一
保齡球中心在作為澳門東亞運動會保齡球項目比賽場館後，於同年11月12起向開放公觀眾租用。保齡球中心於2006年1月22日起成為公共體育設施網絡場館之一；而體育場館於翌月28日起按第13/2006號社會文化司司長批示被撥歸至體育發展局轄下設施；翌年，保齡球中心也作為澳門亞洲室內運動會比賽場館之一。體育發展局於2011年在保齡球中心更換LED燈外，也在場館的玻璃天面及外牆安裝太陽隔熱膜以冀望降低場館內的溫度及節約用電量。

## 設施
保齡球中心佔地5,830平方米；分別設有保齡球場、壁球場、兩個乒乓球區、運動體驗區及餐廳：
- 保齡球場（葡萄牙語：Campo de Bowling）設有24條合乎國際標準的保齡球賽道；場內設有約100個座位以及臨時座位約300個，而場地高度為3.5米至4.8米[2][1]；
- 壁球場（葡萄牙語：Salas de Squash）設有177個座位及三個壁球室，其比賽總面積達187.2米，而場地高度為5.65米[1]；
- 乒乓球區分別位於保齡球中心的地下及二樓，合共設有15張乒乓球檯及4部發球機[1]；
- 運動體驗區（葡萄牙語：Zona de simuladores desportivos）設有動感跑步、互動單車、模擬射擊及氣墊球檯[1]。

## 交通

### 公共巴士
T387 東亞運／保齡球中心（Jogos da Ásia Oriental / Centro de Bowling）
路線：50、MT4、N5

### 輕軌
█  氹仔線東亞運站

## 備註
1. ↑  保齡球中心聯同網球學校為一個整體工程；工程判給1.74億，及後經追加費用後至2.16億興建，即整體工程超支18.98%[3]
2. ↑  保齡球中心、網球學校及澳門科技大學運動場及體育館共同於2005年10月12月開幕[5]

## 腳注
1. 1 2 3 4 5 6  . 體育發展局.   [2012年2月1日]. （原始内容存档于2019年11月18日） （中文（繁體））.
2. 1 2 3 4  . 澳門日報. 2005年4月23日 （中文（繁體））.
3. 1 2  . 澳門日報. 2006年11月9日 （中文（繁體））.
4. ↑  . 澳門日報. 2005年10月12日 （中文（繁體））.
5. 1 2  . 市民日報. 2005年10月7日 （中文（繁體））.
6. ↑  . 澳門日報. 2005年10月28日 （中文（繁體））.
7. ↑  . 華僑報. 2005年11月12日 （中文（繁體））.
8. ↑  . 澳門日報. 2006年1月23日 （中文（繁體））.
9. ↑   (PDF). 澳門政府公報. 2006年2月27日, (9)  [2012年2月11日]. （原始内容存档 (PDF)于2006年12月9日）.
10. ↑  . 新華澳報. 2007年7月13日 （中文（繁體））.
11. ↑  . 濠江日報. 2011年6月16日 （中文（繁體））.